# Jancsi Rigó

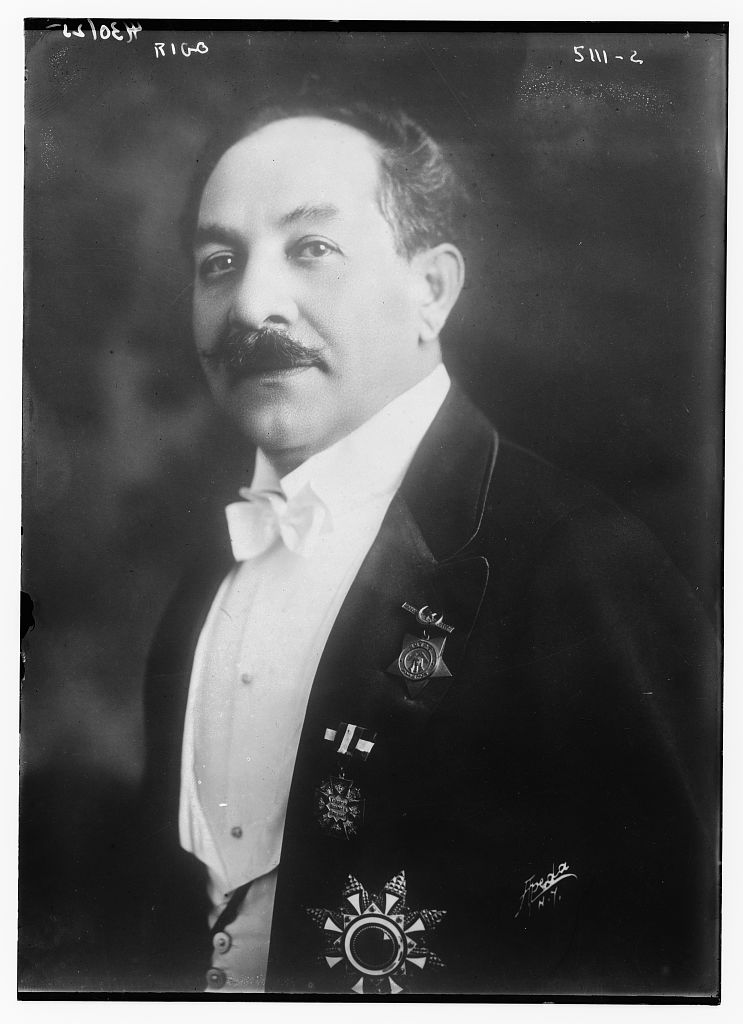
Jancsi Rigó (um 1919)

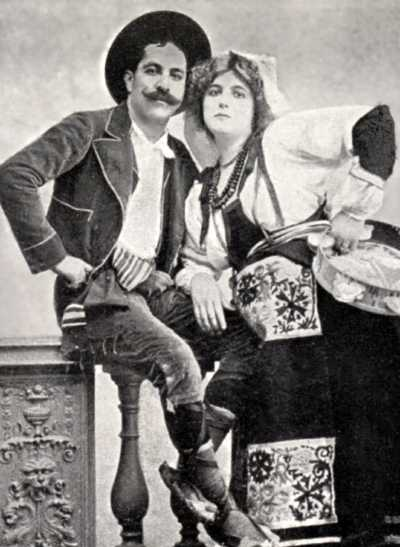
Jancsi Rigó und Clara Ward, Postkarte, um 1905

Jancsi Rigó (* 23. August 1858 als János Rigó in Pákozd; † 3. Februar 1927 in New York City) war ein ungarischer Geiger. Nach ihm ist eine Mehlspeise Rigó Jancsi benannt.

## Leben
Rigó war ein berühmter Zigeunerprimás, der die vormals mit einem belgischen Prinzen verheiratete, amerikanische Millionärstochter Clara Ward, Princesse de Caraman-Chimay (1873–1916) 1894 traf und in der Folge ehelichte. Die Romanze erregte 1896–98 großes öffentliches Aufsehen. Relativ bald nach der Hochzeit kam es allerdings wegen der Untreue Rigós zur erneuten Scheidung.

## Kuchen
Bei dem gleichnamigen Kuchen handelt es sich um einen zweilagigen glasierten Schokoladenkuchen mit einer dicken Schicht Schokoladencrèmefüllung.
Über den Zusammenhang des Namens des Geigers mit dem Kuchen besteht Unklarheit, möglicherweise handelt es sich nur um den Werbegag eines Zuckerbäckers.